# Pál András (asztrofizikus)
Pál András (1981. január 9.) Lendület ösztöndíjas asztrofizikus.

## Tanulmányai
2009-ben fizikai doktori fokozatot szerzett az ELTE-n.

## Szakmai tevékenysége
Az HUN-REN Konkoly Obszervatóriumának tudományos főmunkatársa. Kutatásának fő területei: csillagászati műszerfejlesztés, adatfeldolgozás, a Naprendszer kis égitestjeinek vizsgálata, égi mechanikai numerikus számítások.
Az MTA Csillagászati és Űrfizikai Tudományos Bizottságának köztestületi tagja.
2012-ben kutatócsoportot alapított a Lendület program keretében. A csoport kutatási témája: egy 19 egyedi kamerából álló műszer – egy úgynevezett Légyszem-kamera – építése.
Nevéhez fűződik a GRBAlpha, az első magyar fejlesztésű asztrofizikai műhold, a gamma-sugárzást detektáló CubeSat megépítése.

## Díjai, elismerései
- Az ELTE Kiváló hallgatói díja (2003)
- Magyary Zoltán-díj (2009)
- Bolyai János Kutatási Ösztöndíj (2010)[2]
- Lendület ösztöndíj (2012)[5]

## További információ

### Személyes weblapok
- Köztestületi tagok. mta.hu. (Hozzáférés: 2019. május 15.)
- Konkoly Observatory of the Hungarian Academy of Sciences. konkoly.hu. [2019. május 15-i dátummal az eredetiből archiválva]. (Hozzáférés: 2019. május 15.)
- Pál András - ODT Személyi adatlap. doktori.hu. (Hozzáférés: 2019. május 15.)
- MTMT2. m2.mtmt.hu. (Hozzáférés: 2019. május 15.)

### Ismeretterjesztés
- meetup: Így zajlik egy csillagászati műszer fejlesztése itthon. Science Meetup, 2014. november 6. [2019. május 15-i dátummal az eredetiből archiválva]. (Hozzáférés: 2019. május 15.)
- Légyszemmel a csillagokra. eletestudomany.hu. [2019. május 15-i dátummal az eredetiből archiválva]. (Hozzáférés: 2019. május 15.)
- András, Pál: Fedési exobolygó kettőscsillagrendszerben | csillagaszat.hu (magyar nyelven). (Hozzáférés: 2019. május 15.)
- László, Molnár: Magyar kutatási eredményeket méltat a NASA | csillagaszat.hu (magyar nyelven). (Hozzáférés: 2019. május 15.)